# Frederick Keeping
Frederick Keeping (auch Frank Keeping, * 11. August 1867 in Pennington; † 21. Februar 1950 in Lymington, Hampshire, Vereinigtes Königreich) war ein britischer Radsportler, der an den Olympischen Sommerspielen 1896 teilnahm. Er trat im Rennen über 333 Meter und im 12-Stunden-Rennen an. Im 333-Meter-Rennen im Velodrom Neo Faliro erreichte er mit einer Zeit von 27,0 Sekunden den fünften Platz. Im Zwölf-Stunden-Rennen wurde er mit nur einer Runde Rückstand und 295 gefahrenen Kilometern Zweiter hinter dem Österreicher Adolf Schmal. 
Nach den Olympischen Spielen eröffnete Keeping auf der High Street von Milford-on-the-Sea ein Fahrradgeschäft das über die Jahre  hinweg zu einer Autowerkstatt mutierte. Keeping war der Vater des Fußballspielers Michael Keeping, der über einige Jahre hinweg Trainer von Real Madrid war.

## Proteste
Keeping und sein Mannschaftskamerad Edward Battell arbeiteten als Dienstboten in der britischen Botschaft in Athen. Dadurch wurden sie von vielen Briten, die zu der Zeit in Athen lebten, als Nicht-Gentlemen angesehen. Gentlemen waren nur die Athleten, die sich dafür nicht bezahlen ließen und als Amateure antraten. Da die beiden Briten jedoch für die Botschaft arbeiteten, waren sie keine Amateure.